# Häxprov
För andra betydelser, se Vattenprov.
Ett häxprov var en historisk metod som användes för att försöka bevisa att någon anklagad för häxeri var skyldig. Det var en form av ordal. 
Den mest kända metoden var vattenprovet. Den misstänkta bands och kastades i vattnet: om hon sjönk, var hon oskyldig, och om hon flöt, var hon skyldig.
Andra exempel är viktprovet, tårprovet och nålprovet. Viktprovet gick ut på att väga den anklagade; om hon var lättare än genomsnittet bevisade det att hon var häxa. Detta utgår från samma princip som vattenprovet, att häxor måste vara lätta för att kunna flyga till blåkulla.
I Sverige användes häxprov under häxprocesserna i Småland och Götaland vid 1600-talets början. Häxprov var dock inte särskilt vanliga under det stora oväsendet 1668–1676, förutom i Bohuslän.